# جائزة أفضل لاعب شاب في الدوري الإنجليزي الممتاز
جائزة أفضل لاعب شاب في الدوري الإنجليزي الممتاز (بالإنجليزية: Premier League Young Player of the Season)‏ هي جائزة سنوية لكرة القدم الإنجليزية، تُمنح لأفضل لاعب يبلغ من العمر 23 عامًا أو أقل في الدوري الإنجليزي الممتاز. لأغراض الرعاية، تُعرف الجائزة باسم أفضل لاعب شاب في الموسم من تاغ هوير منذ بداية الجائزة في موسم 2019–20.
وكان ترنت ألكساندر-أرنولد من ليفربول هو الفائز الأول بالجائزة. فاز لاعب مانشستر سيتي فيل فودين بأكبر عدد من الجوائز بجائزتين. الحائز على الجائزة حاليًا هو لاعب خط وسط تشيلسي كول بالمر، وهو أول لاعب يحصل عليها دون أن يفوز بالدوري.

## قائمة الفائزون
| اللاعب (س)                                                     | اسم اللاعب وعدد المرات التي فاز فيها بالجائزة في ذلك الوقت (إذا كان أكثر من مرة)      |
| علامة الخنجرية                                                 | يشير إلى الفوز بأكثر من جائزة في نفس الموسم                                           |
| Club were Premier League champions                             | يُشير على أن نادي الفائز بالجائزة كان بطل الدوري الإنجليزي الممتاز في نفس الموسم       |
| Premier League Player of the Season award in the same campaign | يُشير إلى فوز اللاعب أيضًا بجائزة لاعب الموسم في الدوري الإنجليزي الممتاز في نفس الموسم |

| الموسم  | اللاعب                 | البلد   | النادي       | م.    |
| ------- | ---------------------- | ------- | ------------ | ----- |
| 2019–20 | Trent Alexander-Arnold | إنجلترا | ليفربول      | [ 2 ] |
| 2020–21 | Phil Foden (1)         | إنجلترا | مانشستر سيتي | [ 5 ] |
| 2021–22 | Phil Foden (2)         | إنجلترا | مانشستر سيتي | [ 3 ] |
| 2022–23 | Erling Haaland         | النرويج | مانشستر سيتي | [ 6 ] |
| 2023–24 | Cole Palmer            | إنجلترا | تشيلسي       | [ 7 ] |

## اللاعبين الذين فازوا بالجائزة أكثر من مرة
يسرد الجدول التالي عدد الجوائز التي فاز بها اللاعبون الذين فازوا بجائزتي لاعب الموسم على الأقل.
اللاعبون بالخط العريض نشطين في الدوري الإنجليزي الممتاز.
| الجوائز | اللاعب    | البلد   | المواسم          |
| ------- | --------- | ------- | ---------------- |
| 2       | فيل فودين | إنجلترا | 2020–21، 2021–22 |

## الجوائز حسب البلد
| البلد   | اللاعبين | المجموع |
| ------- | -------- | ------- |
| إنجلترا | 3        | 4       |
| النرويج | 1        | 1       |

## الجوائز حسب النادي
| النادي       | اللاعبين | المجموع |
| ------------ | -------- | ------- |
| مانشستر سيتي | 2        | 3       |
| تشيلسي       | 1        | 1       |
| ليفربول      | 1        | 1       |